# Heinrich Pröve
Heinrich Pröve (* August 1892 in Wathlingen; † Dezember 1967 in Celle) war ein deutscher Regionalhistoriker und Schulrat im Landkreis Celle.

## Leben
Pröve studierte in Göttingen Deutsch und Geschichte zum Lehramt und promovierte dort 1929 zum Dr. phil. Er gründete 1928 das erste Stadtarchiv Celle und wurde 1930 als Professor für Geschichte an die Pädagogische Akademie Altona unter Erich Weniger berufen, die aber 1932 aus Geldnot wieder geschlossen wurde. Von 1934 bis 1945 war er Schulrat im Landkreis Celle und wieder von 1949 bis 1957, als er ein Mittelschulenkonzept für den Kreis erstellte. Auch war er der langjährige Leiter der Kreisbücherei. Er schrieb zahlreiche heimatkundliche Aufsätze und gab mehrere deutsche Sprachbücher sowie Lesebücher für den Unterricht heraus (1939, 1941, 1950). Das Lesebuch Dich ruft Dein Volk! war eindeutig nationalsozialistisch ausgerichtet: Ein Geleitwort Hitlers war vorangestellt und alle Bücher waren in Kapitel unterteilt, die nationalsozialistische Leitmotive als Überschriften trugen. Die Herausgeber entstammten dem NS-Lehrerbund.
Auf sein Betreiben wurde eine Lehrerbildungsanstalt in Celle eröffnet. Nach dem Krieg wurde er 1946 von Hans Bohnenkamp als Dozent für Geschichte an die neu gegründete Adolf-Reichwein-Hochschule Celle für Lehrerbildung berufen. 1965 erhielt er das Bundesverdienstkreuz.
In Wathlingen gibt es einen Heinrich-Pröve-Winkel.

## Schriften
- Wathlingen : Geschichte eines niedersächsischen Dorfes, 1925
- Dorf und Gut im alten Herzogtum Lüneburg (Studien und Vorarbeiten zum Historischen Atlas Niedersachsens 11), Göttingen 1929
- mit Heinrich Kickler u. Walter Schäfer: Dich ruft Dein Volk!, Deutsches Lesebuch für Haupt- und Mittelschulen, Bielefeld: Velhagen & Klasing; Hannover: Meyer 1939.
- mit H. Kickler, Heinrich Luhmann, W. Schäfer: Dich ruft dein Volk! (Klasse 2, Bd. 2), Velhagen & Klasing: Bielefeld, 1943
- Der muttersprachliche Unterricht in der Volksschule, Klett 1950
- mit Heinrich Geffert: Vom Sprechen zur Sprache, 1950
- mit Gustav Schmidt (Hg.): Unser Wortschatz, Westermann, Braunschweig 1953
- (Mithrsg.): Heimatchronik des Landkreises und der Stadt Celle, 2. Aufl., Köln 1959